# Tuffi ai campionati europei di nuoto 2014 - Piattaforma 10 metri femminile
La competizione di tuffi dalla piattaforma 10 metri femminile dei campionati europei di nuoto 2014 si è disputata a Berlino il 22 agosto 2014. Il turno preliminare si è svolto la mattina, mentre la finale si è svolta nel pomeriggio dello stesso giorno.

## Medaglie
| Posizione | Atleta           | Paese         |
| --------- | ---------------- | ------------- |
| Oro       | Sarah Barrow     | Gran Bretagna |
| Argento   | Noemi Batki      | Italia        |
| Bronzo    | Julija Prokopčuk | Ucraina       |

## Risultati
| Pos. | Atleti              | Nazionalità   | Eliminatorie | Eliminatorie | Finale | Finale |
| Pos. | Atleti              | Nazionalità   | Punti        | Pos.         | Punti  | Pos.   |
| ---- | ------------------- | ------------- | ------------ | ------------ | ------ | ------ |
|      | Sarah Barrow        | Gran Bretagna | 310.70       | 3            | 363.70 | 1      |
|      | Noemi Batki         | Italia        | 275.70       | 9            | 346.40 | 2      |
|      | Julija Prokopčuk    | Ucraina       | 317.90       | 1            | 341.35 | 3      |
| 4    | Laura Marino        | Francia       | 282.45       | 8            | 338.00 | 4      |
| 5    | Maria Kurjo         | Germania      | 302.50       | 4            | 316.20 | 5      |
| 6    | Yulia Timoshinina   | Russia        | 313.45       | 2            | 304.45 | 6      |
| 7    | Kieu Duong          | Germania      | 283.30       | 7            | 301.90 | 7      |
| 8    | Ekaterina Petukhova | Russia        | 293.95       | 6            | 297.80 | 8      |
| 9    | Mara Aiacoboae      | Belgio        | 296.35       | 5            | 294.30 | 9      |
| 10   | Villő Kormos        | Ungheria      | 243.50       | 11           | 249.00 | 10     |
| 11   | Zsófia Reisinger    | Ungheria      | 243.90       | 10           | 249.00 | 11     |